# Västerås Sportklubb Fotboll
Västerås Sportklubb Fotboll é a secção independente de futebol do clube desportivo Västerås Sportklubb, vulgarmente conhecido como Västerås SK, sediado na cidade de Västerås, na parte central da Suécia.

Disputa os seus jogos em casa no estádio Hitachi Energy Arena, com capacidade para 8 900 pessoas.

Foi fundado em 29 de janeiro de 1904. 

As suas modalidades principais são o bandy, o futebol e o hóquei no gelo.

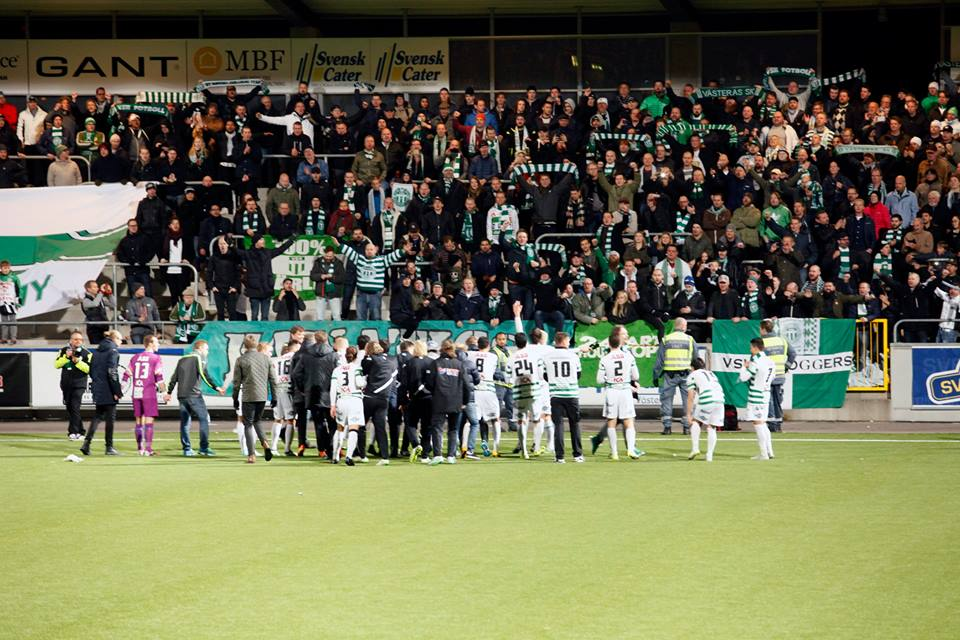
A equipa e os adeptos em 2015.